# (500185) 2012 FU75
(500185) 2012 FU75 es un asteroide perteneciente al cinturón de asteroides, descubierto el 27 de febrero de 2012 por el equipo del Spacewatch desde el Observatorio Nacional de Kitt Peak, Arizona, Estados Unidos.

## Designación y nombre
Designado provisionalmente como 2012 FU75.

## Características orbitales
2012 FU75 está situado a una distancia media del Sol de 2,573 ua, pudiendo alejarse hasta 2,917 ua y acercarse hasta 2,228 ua. Su excentricidad es 0,133 y la inclinación orbital 3,446 grados. Emplea 1507,86 días en completar una órbita alrededor del Sol.

## Características físicas
La magnitud absoluta de 2012 FU75 es 17,6.